# 1850 en Bretagne
 Chronologie de la Bretagne
- 1846
- 1847
- 1848
- 1849
- 1850
- 1851
- 1852
- 1853
- 1854

Cette page recense des événements qui se sont produits durant l'année 1850 en Bretagne.

## Société

### Naissance
- 10 mai à Brest : Victor René Boëlle (décédé en 1942), général de division français dont le nom est associé à la Première Guerre mondiale.